# Кайседо, Бруно
Бру́но Сти́вен Кайсе́до Киньо́нес (исп. Bruno Steven Caicedo Quiñónez; род. 15 января 2005, Эсмеральдас) — эквадорский футболист, вингер клуба «Барселона».

## Клубная карьера
Кайседо — воспитанник клубов «Фламенго» и «Барселона». В 2024 году игрок был включён в заявку на сезон последних. В том же году Кайседо на правах аренды перешёл в «Кумбая». 31 марта в матче против «Эль Насьональ» он дебютировал в эквадорской Примере. 27 октября в поединке против «Макара» Бруно забил свой первый гол за «Кумбая». По окончании аренды игрок вернулся в «Барселону».

## Международная карьера
В 2025 году в составе молодёжной сборной Эквадора Кайседо принял участие в молодёжном чемпионате Южной Америки в Венесуэле. На турнире он сыграл в матчах против команд Боливии, Колумбии, Бразилии и Аргентины.